# Il fiorellino vermiglio
Il fiorellino vermiglio (in russo Аленький цветочек?, Alenkiy tsvetochek) è un film d'animazione del 1952 diretto da Lev Atamanov.
Pellicola sovietica prodotta dallo studio Sojuzmul'tfil'm di Mosca  trasposizione dell'omonima fiaba di Sergej Aksakov, derivata a sua volta da La bella e la bestia di Jeanne-Marie Leprince de Beaumont. È conosciuto anche come La bella e la bestia o Il fiore scarlatto.

## Trama
Prima di partire per un viaggio in terre lontane, un mercante chiede alle sue tre figlie cosa vorrebbero in regalo. La maggiore chiede una tiara splendente, la figlia di mezzo chiede uno specchio magico nel quale il suo viso apparirebbe sempre giovane, mentre la minore, Nastenka, chiede al padre di portarle un fiore scarlatto che ha visto in sogno. Le sorelle maggiori ridono del suo semplice desiderio.
Il viaggio del padre va a buon fine e trova tutto ciò per cui era partito, ad eccezione del fiore scarlatto di Nastenka. Tuttavia, è costretto a salpare ed inizia il viaggio di ritorno scrutando le terre circostanti alla ricerca di un fiore scarlatto.
Una tempesta colpisce la sua nave e il padre finisce in mare. Si sveglia su una strana isola colma di ogni sorta di meraviglie. Dopo aver visitato un sontuoso palazzo che si trova sull'isola, alla fine trova un fiore come quello descritto da Nastenka. Nell'istante in cui lo coglie, però, una grande tempesta si abbatte su di lui e il proprietario dell'isola, un mostro orribile, esce allo scoperto. Egli dice al padre che gli lascerà tenere il fiore, ma che in cambio dovrà mandare una delle sue figlie a vivere con lui. Il padre rifiuta e il mostro gli dà un anello, dicendogli che chiunque lo indosserà verrà teletrasportato sull'isola e che se sua figlia non verrà, allora lui stesso dovrà tornare al suo posto ed essere ucciso.
Al mattino, i membri dell'equipaggio della nave del padre, che lo stavano cercando, lo avvistano sull'isola e lo salvano. Tornato a casa, il padre si prepara a mettere l'anello e ad affrontare il suo destino. Tuttavia, Nastenka origlia per caso una conversazione del padre, in cui chiede ad un suo amico di prendersi cura delle sue figlie una volta che sarà morto. La fanciulla allora indossa segretamente l'anello.
Oramai la fanciulla si aspetta di essere uccisa, ma si ritrova invece su una bellissima isola, dove viene accolta da un gentile ospite invisibile. Un giorno lo intravede accidentalmente e inizialmente ne è spaventata a morte. Tempo dopo, la bestia le permette di tornare a casa per far visita alla sua famiglia, ma le dice che dovrà indossare indossare l'anello e ritornare entro le otto di sera o morirà di solitudine.
Nastenka torna a casa vestita di splendidi abiti e con dei regali per le sue sorelle. Le sorelle, tuttavia, gelose del fatto che lei viva in un magnifico palazzo circondata da ricchezze inestimabili, riportano indietro di un'ora tutti gli orologi della casa. Nastenka guarda fuori dalla finestra e sente il rintocco dell'orologio alle otto di sera. Torna allora velocemente indietro grazie all'anello, trovando la bestia in punto di morte. La giovane addolorata, giura di non lasciarlo mai più. A quelle parole il fiore scarlatto fiorisce nuovamente e l'isola si riempie nuovamente di luce. Il mostro si trasforma in un bel principe e spiega come fosse sotto l'incantesimo di una strega, dal quale avrebbe potuto essere liberato solo se avesse conquistato il cuore di una donna pur avendo le sembianze di un orribile mostro.

## Produzione
La fiaba venne narrata ad Aksakov dalla sua governante Pelagia, quando da bambino era a letto malato e soffriva di insonnia. Aksakov mise la storia per iscritto nel 1856, che venne pubblicata nel 1858. Solo svariati anni dopo venne a conoscenza dell'esistenza della più celebre versione francese della storia, scritta dalla Beaumont.
Il film è un esempio di realismo socialista all'interno dell'animazione russa, avvenuto tra gli anni trenta e cinquanta, caratterizzato da un largo uso del rotoscopio o "eclair" come veniva chiamato in Russia, e dall'utilizzo di epiche fiabe tradizionali russe come soggetti. Quasi tutte le animazioni dei personaggi all'interno del film vennero prima messe in scena da attori o da animali veri che venivano successivamente tracciati su carta dagli animatori. Ne Il fiore scarlatto il metodo venne applicato meticolosamente, mentre in altre opere in modo più stilizzato e selettivo. Durante la lavorazione dell'eclair gli artisti avevano l'opportunità di poter comunicare direttamente con attori brillanti. Il ruolo del mercante venne interpretato da Nikolay Bogolyubov, pupillo di Vsevolod Meyerhold. Il mostro fu invece impersonato dal grande Mikhail Astangov, per il quale venne preparata una gobba fatta con un cuscino rivestito da alcune gonne, con cui l'attore si aggirava spettralmente sul set.
La canzone di Nastenka V etu poru v rodimoy storonushke ("In questo momento nel mio paese natale") fu cantata dalla famosa cantante lirica Victoria Ivanova.

## Distribuzione

### Data di uscita
Le date di uscita internazionali sono state:
- 1952 in Unione Sovietica
- 7 giugno 1954 in Argentina (La florecilla escarlata)
- 19 settembre 1963 (prima TV) in Italia
- 12 febbraio 1999 in Spagna (prima TV)

### Edizione italiana
In Italia il film non fu proiettato nei cinema, ma venne trasmesso in televisione il 19 settembre 1963 dal Programma Nazionale su distribuzione Cinelatina. All'epoca della prima visione venne pubblicizzato come un adattamento della fiaba La bella e la bestia, erroneamente attribuita a Charles Perrault.
Nel 1999 il film fu ridoppiato e trasmesso con il titolo La bella e la bestia all'interno della serie TV americana Storie della mia infanzia (1995) in onda in Italia su Rai 3, che includeva il film diviso in due episodi. Tuttavia il film era presente nella serie con alcuni tagli e rimontaggi e una differente colonna sonora. Il nome della protagonista venne inoltre cambiato da Nastenka ad Anastasia, una sua variante. Il doppiaggio fu eseguito dalla D4 e diretto da Rino Bolognesi su dialoghi di Luigi Brunamonti.

### Edizioni home video
Il secondo doppiaggio è stato distribuito in VHS dalla Avo Film Edizioni con il titolo Il fiore scarlatto.